# Franklin Templeton
Pour les articles homonymes, voir Templeton.
Franklin Templeton Investments est une société de placement en valeurs mobilières, à l'origine fondée à New York en 1947. 

## Historique
Elle s'est à l'origine spécialisée dans les fonds communs de placement mutualistes contrôlés. En 1986, la société a déplacé son siège social à San Mateo en Californie.  Comme d'autres grandes sociétés d'investissement, elle possède une grande variété de fonds, mais est traditionnellement une des meilleures pour les fonds d'obligations.
La société parraine un tournoi de tennis. Elle a également parrainé le Franklin Templeton Shootout, un tournoi de golf par équipes (jusqu'en 2016 : le nouveau sponsor étant désormais la société QBE).

## Fonds communs de placement mutualistes
Le Franklin Income Fund est un fonds mutuel (mutual fund, équivalent américain du système français de fonds commun de placement). Ce fonds a été créé en 1948 et a rapporté des dividendes sans interruption pendant ses 60 premières années d'existence[réf. nécessaire].